# Dubračina
A Dubračina egy folyó Horvátországban, a Horvát tengermelléken. 
A Dubračina a Ličanka (Fužinarka) víznyelő felszíni folytatásaként Mali Dol falu közelében ered, 190 m tengerszint feletti magasságban. Átfolyik a Vinodoli-völgyön, majd 12 km megtétele után Cirkvenica központjában ömlik az Adriai-tengerbe. Tribaljtól lefelé egy széles völgyön folyik át, medrét a puha márgába vájva. A folyó nyáron helyenként kiszárad. A folyóba folyik Nikola Tesla HPP vizierőmű vízelvezető csatornája.

## Fordítás
Ez a szócikk részben vagy egészben  a   Dubračina című horvát Wikipédia-szócikk ezen változatának fordításán alapul.  Az eredeti cikk szerkesztőit annak laptörténete sorolja fel. Ez a jelzés csupán a megfogalmazás eredetét és a szerzői jogokat jelzi, nem szolgál a cikkben szereplő információk forrásmegjelöléseként.